# アブリコソフ・スール共鳴
アブリコソフ・スール共鳴（アブリコソフ・スールきょうめい）とは、電子の状態がフェルミ準位付近にある場合に発生する物質の長寿命の散乱共鳴の一種である。近藤効果を呈する物質において発生する。温度が変化した場合の電気抵抗や磁化率の変化を記述するのに用いられる。